# Cerapachys zimmermani
Cerapachys zimmermani är en myrart som beskrevs av Wilson 1959. Cerapachys zimmermani ingår i släktet Cerapachys och familjen myror. Inga underarter finns listade i Catalogue of Life.